# Koninklijke Sport Vereniging Roeselare
Il Koninklijke Sport Vereniging Roeselare (in fr. KSV Roulers, Reale Associazione Calcistica Roeselare o Roulers) è un club calcistico belga di Roeselare (fr. Roulers).
Nella stagione 2019-2020 milita nella Division 1B, la seconda serie del campionato belga.

## Storia
L'S.K. Roeselare fu fondato il 21 luglio 1921 e venne registrato lo stesso anno alla Federcalcio belga (matricola n° 134). Nel 1999 l'S.K. Roeselare e il K.F.C. Roeselare (registrato nel 1923, matricola n° 286) si unirono e mantennero la matricola n° 134, dando vita al K.S.V. Roeselare.
Nel 2005 il Roeselare fu promosso in Jupiler League vincendo i play-off della Seconda Divisione.

## Palmarès

### Competizioni nazionali
- Derde klasse: 3

1928-1929, 1946-1947, 1997-1998

### Altri piazzamenti
- Coppa del Belgio:

Semifinalista: 2009-2010
- Tweede klasse:

Secondo posto: 2004-2005, 2016-2017
- UEFA Fair Play ranking: 1

2005-2006

## Rosa 2016-2017
| N. |                                 | Ruolo | Calciatore         |
| -- | ------------------------------- | ----- | ------------------ |
| 1  | Belgio (bandiera)               | P     | Wouter Biebauw     |
| 2  | Belgio (bandiera)               | D     | Martijn Monteyne   |
| 3  | Belgio (bandiera)               | D     | Kevin Kis          |
| 4  | Belgio (bandiera)               | A     | Marin Jakoliš      |
| 5  | Francia (bandiera)              | D     | Baptiste Schmisser |
| 6  | Belgio (bandiera)               | C     | Thibaut Van Acker  |
| 7  | Belgio (bandiera)               | C     | Davy Brouwers      |
| 8  | Francia (bandiera)              | C     | Mickael Seoudi     |
| 9  | Francia (bandiera)              | C     | Raphaël Lecomte    |
| 10 | Belgio (bandiera)               | C     | Samy Kehli         |
| 11 | Nigeria (bandiera)              | C     | Godwin Saviour     |
| 12 | Gambia (bandiera)               | C     | Ibou               |
| 13 | Belgio (bandiera)               | D     | Carlo Damman       |
| 14 | Bosnia ed Erzegovina (bandiera) | D     | Nermin Zolotić     |
| 16 | Belgio (bandiera)               | D     | Wout Van Poucke    |

| N. |                    | Ruolo | Calciatore             |
| -- | ------------------ | ----- | ---------------------- |
| 17 | Belgio (bandiera)  | C     | Grégory Grisez         |
| 18 | Belgio (bandiera)  | D     | Maël Lepicier          |
| 19 | Belgio (bandiera)  | A     | Emile Samyn            |
| 20 | Belgio (bandiera)  | P     | Arne Sabbe             |
| 21 | Cile (bandiera)    | D     | Chenglong Li           |
| 23 | Belgio (bandiera)  | P     | Steph van Cauwenberghe |
| 24 | Belgio (bandiera)  | A     | Mathieu Cornet         |
| 25 | Cile (bandiera)    | C     | Weizhe Sun             |
| 26 | Francia (bandiera) | C     | Lilian Bochet          |
| 27 | Belgio (bandiera)  | D     | Francois Kompany       |
| 30 | Belgio (bandiera)  | C     | Lukas Van Eenoo        |
| 39 | Belgio (bandiera)  | P     | Jo Coppens             |
| 88 | Francia (bandiera) | C     | Florent Stevance       |
| 99 | Belgio (bandiera)  | A     | Dylan Lambrecth        |

## Rosa 2015-2016
| N. |                    | Ruolo | Calciatore          |
| -- | ------------------ | ----- | ------------------- |
| 2  | Belgio (bandiera)  | D     | Nehemie Muzembo     |
| 3  | Belgio (bandiera)  | D     | Kevin Kis           |
| 4  | Belgio (bandiera)  | D     | Franco Zennaro      |
| 5  | Belgio (bandiera)  | D     | Kjetil Borry        |
| 6  | Belgio (bandiera)  | C     | Jeroen Vanthournout |
| 8  | Francia (bandiera) | C     | Mickael Seoudi      |
| 10 | Belgio (bandiera)  | C     | Sven De Rechter     |
| 13 | Belgio (bandiera)  | D     | Carlo Damman        |
| 14 | Belgio (bandiera)  | C     | Vincent Provoost    |
| 15 | Belgio (bandiera)  | D     | Tom Raes            |
| 16 | Belgio (bandiera)  | D     | Pietro Perdichizzi  |

| N. |                        | Ruolo | Calciatore               |
| -- | ---------------------- | ----- | ------------------------ |
| 17 | Brasile (bandiera)     | D     | Marcos Camozzato         |
| 20 | Belgio (bandiera)      | C     | Rik Impens               |
| 21 | Belgio (bandiera)      | C     | Jasper Maerten           |
| 22 | Belgio (bandiera)      | P     | Mathieu Vanderschaeghe   |
| 23 | Turchia (bandiera)     | C     | Uçak Ufuk                |
| 25 | Paesi Bassi (bandiera) | A     | Stevy Okitokandjo        |
|    | Francia (bandiera)     | D     | Maël Lépicier            |
|    | Belgio (bandiera)      | A     | Davy Brouwers            |
|    | Francia (bandiera)     | P     | Jérémy Malherbe          |
|    | Belgio (bandiera)      | A     | Christophe Martín-Suárez |
|    | Belgio (bandiera)      | A     | Aaron Vanfleteren        |

## Rosa 2012-2013
| N. |                         | Ruolo | Calciatore         |
| -- | ----------------------- | ----- | ------------------ |
| 1  | Belgio (bandiera)       | P     | Dimitri Verhulst   |
| 2  | Belgio (bandiera)       | D     | Yannick Euvrard    |
| 3  | Belgio (bandiera)       | D     | Birger Longueville |
| 4  | Belgio (bandiera)       | D     | Cédric Guiro       |
| 5  | Belgio (bandiera)       | D     | Romain Haghedooren |
| 6  | Armenia (bandiera)      | C     | Masis Voskanyan    |
| 7  | Senegal (bandiera)      | A     | Papa Sene          |
| 8  | Belgio (bandiera)       | C     | Frederik Declercq  |
| 9  | RD del Congo (bandiera) | A     | Junior Kabananga   |
| 10 | Belgio (bandiera)       | A     | Sven De Rechter    |
| 11 | Belgio (bandiera)       | C     | Benjamin Lutun     |
| 12 | Belgio (bandiera)       | P     | Gilles Lentz       |
| 13 | Belgio (bandiera)       | D     | Mackim Joos        |

| N. |                           | Ruolo | Calciatore           |
| -- | ------------------------- | ----- | -------------------- |
| 14 | Ucraina (bandiera)        | C     | Serhiy Serebrennikov |
| 15 | Belgio (bandiera)         | C     | Simon Wantiez        |
| 16 | Belgio (bandiera)         | D     | Miguel Vanderheeren  |
| 17 | Belgio (bandiera)         | C     | Leandro Zorbo        |
| 18 | Belgio (bandiera)         | A     | Daniel Ternest       |
| 19 | Belgio (bandiera)         | C     | Giovanni Delannoy    |
| 20 | Belgio (bandiera)         | C     | Anthony Di Lallo     |
| 21 | Belgio (bandiera)         | D     | Bram Vandenbussche   |
| 27 | Belgio (bandiera)         | D     | Sebastian Dewaest    |
| -- | Belgio (bandiera)         | P     | Louis Bostyn         |
| -- | Italia (bandiera)         | D     | Alessio Baglio       |
| -- | Marocco (bandiera)        | A     | Abdelhakim Bouhna    |
| -- | Costa d'Avorio (bandiera) | A     | Allassane Serme      |

## Rosa 2009-2010
| N. |                                 | Ruolo | Calciatore            |
| -- | ------------------------------- | ----- | --------------------- |
| 1  | Belgio (bandiera)               | P     | Jurgen Sierens        |
| 2  | Islanda (bandiera)              | D     | Hólmar Örn Eyjólfsson |
| 3  | Bosnia ed Erzegovina (bandiera) | D     | Damir Mirvić          |
| 4  | Paesi Bassi (bandiera)          | D     | Arturo ten Heuvel     |
| 5  | Paesi Bassi (bandiera)          | D     | Sergio Hellings       |
| 6  | Belgio (bandiera)               | C     | Arne Vanneste         |
| 7  | Belgio (bandiera)               | C     | Thomas Hovine         |
| 8  | Belgio (bandiera)               | C     | Stefaan Tanghe        |
| 9  | Montenegro (bandiera)           | A     | Stefan Nikolić        |
| 10 | Marocco (bandiera)              | C     | Samir El Gaaouiri     |
| 11 | Belgio (bandiera)               | C     | Joeri Dequevy         |
| 12 | Belgio (bandiera)               | P     | Sören Dutoit          |
| 14 | Belgio (bandiera)               | D     | Jérémy Huyghebaert    |
| 16 | Belgio (bandiera)               | D     | Bart Goossens         |

| N. |                        | Ruolo | Calciatore          |
| -- | ---------------------- | ----- | ------------------- |
| 17 | Belgio (bandiera)      | D     | Jeroen Vanthournout |
| 18 | Belgio (bandiera)      | C     | Vincent Provoost    |
| 19 | Belgio (bandiera)      | C     | Bart Winnock        |
| 20 | Belgio (bandiera)      | D     | Anthony Van Loo     |
| 21 | Belgio (bandiera)      | D     | Bram Vandenbussche  |
| 23 | Mali (bandiera)        | A     | Mahamadou Dissa     |
| 24 | Belgio (bandiera)      | P     | Jonathan Bourdon    |
| 25 | Rep. Ceca (bandiera)   | D     | Štěpán Kučera       |
| 28 | Belgio (bandiera)      | C     | Daan De Pever       |
| 29 | Australia (bandiera)   | A     | Nikita Rukavytsya   |
| 30 | Camerun (bandiera)     | A     | Bertin Tomou        |
| 31 | Islanda (bandiera)     | C     | Bjarni Viðarsson    |
|    | Paesi Bassi (bandiera) | A     | Anduele Pryor       |

## Statistiche

### Statistiche nelle competizioni UEFA
Tabella aggiornata alla fine della stagione 2018-2019.
| Competizione                  | Partecipazioni | G | V | N | P | RF | RS |
| ----------------------------- | -------------- | - | - | - | - | -- | -- |
| Coppa UEFA/UEFA Europa League | 1              | 4 | 3 | 0 | 1 | 9  | 8  |